# Bezzia melanoflava
Bezzia melanoflava är en tvåvingeart som först beskrevs av Clastrier 1958.  Bezzia melanoflava ingår i släktet Bezzia och familjen svidknott. Inga underarter finns listade i Catalogue of Life.